# 苍山 (天台)
苍山，海拔1113.5m，位於中國浙江省台州市天台县，邮政编码是317206。在山上建有台州境内最大的风力发电站，每年上网电量为1,962万千瓦。天台县的苍宝乡以此山得名。